# Antoine Duquesne
Pour les articles homonymes, voir Duquesne.
Antoine Duquesne (né le 3 février 1941 à Ixelles et mort le 4 novembre 2010), est un homme politique belge, membre du Mouvement réformateur (MR). Il fut notamment ministre de l'intérieur de 1999 à 2003.

## Biographie

### Carrière politique
Avocat de formation, il entre en politique en 1973 en devenant chef de cabinet auprès du Secrétaire d'État aux réformes institutionnelles et administratives du gouvernement Leburton II.
Président du Parti réformateur libéral (PRL) de 1990 à 1992, dans le cadre d'un partenariat tendu avec Daniel Ducarme, puis Président du Mouvement réformateur (MR) de 2003 à 2004, il avait également exercé diverses fonctions ministérielles. Il est député européen jusqu'en 2009.
En mars 2006, un grave accident vasculaire cérébral lui fait perdre l'usage de la parole et le laisse en partie paralysé. Son retrait de la politique active était effectif mais son remplacement au Parlement européen n'avait néanmoins pas pu être effectué bien que son parti et sa famille aient entrepris des démarches en ce sens. Pour pouvoir être remplacé, Antoine Duquesne devait en effet démissionner. Cependant la procédure interne au Parlement européen exige que le député signe lui-même son acte de démission pour que celle-ci soit effective. Or l'état de santé d'Antoine Duquesne ne lui permet pas d'accomplir cet acte.

### Vie privée
Antoine Duquesne était marié à Anne Bourguignont, procureur du Roi émérite de Liège. Ils ont un fils, Renaud, né le 30 juillet 1968.

## Mandats
- 1987-1988 : Ministre de l'Éducation nationale
- 1988-1991 : Sénateur
- 1989-1995 : Conseiller communal de Manhay
- 1991-1999 : Député (et conseiller régional wallon)
- 1995-1999 : Bourgmestre de Manhay (après lui Robert Wuidar)
- 1999-2003 : Ministre de l'Intérieur
- 2004-2009 : Député européen

## Distinctions honorifiques
- Grand officier de l'ordre de Léopold 9 juin 1999
- Grand-croix de l'ordre de Léopold II (2009)[3]
- Grand officier de l'ordre d'Orange-Nassau ( Pays-Bas, 2 juillet 2002)
- Ministre d'État (17 juillet 1998)